# Brotherhood (film)
Brotherhood is een Amerikaanse drama-thriller uit 2010 onder regie van Will Canon, voor wie het zijn eerste avondvullende film was. Hij won hiervoor de publieksprijs van het SXSW Film Festival 2010 in Austin.

## Verhaal
Adam Buckley (Trevor Morgan) wil lid worden van studentenvereniging Sigma Zeta Chi, maar moet daarvoor een ontgroening ondergaan. Onder leiding van corpslid Frank (Jon Foster) moeten hij en mede-feuten Mike (Arlen Escarpeta) en Kevin (Lou Taylor Pucci) meereizen achter in een geblindeerd busje dat bij een aantal benzinepompen stopt. Iedere feut moet in zijn eentje bij één benzinestation gemaskerd naar binnen rennen en 19,10 dollar uit de kassa roven, gebaseerd op de oprichting van Sigma Zeta Chi in 1910.
Frank gaat tijdens de eerste stop als eerste een benzinepom binnen en komt terug met een plastic tas met geld. Wanneer Adam en Mike zich bij de volgende stops laten overhalen aan de opdracht te voldoen, wordt het ze uiteindelijk duidelijk dat Frank ze niets illegaals laat doen. Zodra ze de hoek om rennen worden ze nog voor de ingang van het benzinestation opgevangen door een ander lid van de studentenvereniging. Die geeft ze een tas met 'de buit' mee terug om mensen die nog niet aan de beurt zijn geweest in de illusie te laten dat het echt is. Er zitten ook geen kogels in het geweer dat ze meekrijgen.
Het gaat fout wanneer Kevin aan de beurt is. Het Sigma Zeta Chi-lid dat hem zou moeten opvangen staat bij het verkeerde benzinestation te wachten, waardoor er niemand is om te voorkomen dat Kevin echt naar binnen gaat. De jongen achter de kassa schrikt, grijpt een geweer en schiet Kevin neer. De anderen komen te laat achter hun vergissing om dit te voorkomen. De in zijn schouder geraakte Kevin bloedt hevig en moet eigenlijk naar het ziekenhuis. Frank wil niettemin dat hij eerst naar het studentenhuis wordt gebracht. Hij wil voorkomen dat iemand de gevangenis in moet voor de uit de hand gelopen ontgroeningsgrap. De complicaties stapelen zich alleen op terwijl Kevin steeds meer bloed verliest.

## Rolverdeling
- Jon Foster - Frank
- Trevor Morgan - Adam Buckley
- Lou Taylor Pucci - Kevin Fahey
- Arlen Escarpeta - Mike
- Jesse Steccato - Bean
- Jennifer Sipes - Emily
- Luke Sexton - Graham
- Meyer deLeeuw - Collin
- Jeff Gibbs - Agent Jennings